# 김종경
김종경(한국 한자: 金鍾卿, 1923년 9월 1일~1981년 12월 11일)은 대한민국의 검찰총장을 역임한 정치인이다.

## 생애
1944년 보성전문학교를 졸업하고 1948년 제2회 변호사시험에 합격하였다. 서울지방검찰청 등에서 검사로 재직하였으며 1974년 7월 8일 ~ 1977년 2월 16일까지 대한민국 제20대 법무부차관, 1977년 2월 17일부터 1979년 2월 18일까지 대구고등검찰청 검사장을 거쳐 1980년 제16대 검찰총장에 임명되었다. 1981년 4월 대한민국 제11대 국회의원 선거에 민주정의당 전국구 후보로 입후보하여 당선되었지만 1981년 12월 11일에 서울특별시 성북구 정릉동 자택에서 간경변으로 사망했다.

## 경력
- 서울지방검찰청 검사
- 서울지방검찰청 차장검사
- 대구지방검찰청 차장검사
- 광주지방검찰청 차장검사
- 대전지방검찰청 차장검사
- 서울고등검찰청 검사
- 서울고등검찰청 차장검사
- 대구고등검찰청 차장검사
- 광주고등검찰청 차장검사
- 대검찰청 검사
- ~ 1974년 7월 7일 법무부 법무실장
- 1974년 7월 8일 ~ 1977년 2월 16일 제20대 대한민국의 법무부 차관
- 1977년 2월 ~ 1979년 2월 제12대 대구고등검찰청 검사장
- 1979년 제4대 법무연수원 원장
- 1980년 5월 ~ 1981년 3월 제16대 대검찰청 검찰총장
- 1981년 4월 민주정의당 전국구 의원

## 역대 선거 결과
| 실시년도 | 선거  | 대수 | 직책     | 선거구 | 정당       | 득표수      | 득표율         | 순위       | 당락 | 비고 |
| -------- | ----- | ---- | -------- | ------ | ---------- | ----------- | -------------- | ---------- | ---- | ---- |
| 1981년   | 총선  | 11대 | 국회의원 | 전국구 | 민주정의당 | 5,776,624표 | \| \| 35.6% \| | 전국구 3번 |      | 초선 |
|          | 35.6% |      |          |        |            |             |                |            |      |      |